# Ritinis
Ritinis (también conocido como "rinitys" o "ripka") es un deporte nacional lituano similar al hockey sobre césped. Se juega en dos equipos de siete jugadores, incluidos los arqueros, quienes utilizan "sticks" para empujar el disco (ritinis) hacia el área oponente por un punto, o al arco oponente por tres puntos. El equipo ganador es el que obtiene más puntos.

## Historia
Se dice que la antigüedad de este juego es tal que Vitautas el Grande lo jugaba, siendo uno de los juegos más populares de la antigüedad lituana.